# كيري روبنسون
كيري روبنسون (بالإنجليزية: Kerry Robinson)‏ هو لاعب كرة قاعدة أمريكي، ولد في 3 أكتوبر 1973 في سانت لويس في الولايات المتحدة.

## وصلات خارجية
- كيري روبنسون على موقعبيزبول رفرنس.كوم (الدوري الرئيسي) (الإنجليزية)
- كيري روبنسون على موقعبيزبول رفرنس.كوم (الدوري الثانوي) (الإنجليزية)